# دارين كول
دارين كول (بالإنجليزية: Darren Cole)‏ (3 يناير 1992 بإدنبرة في المملكة المتحدة - ) هو لاعب كرة قدم بريطاني في مركز الدفاع. شارك مع منتخب اسكتلندا تحت 16 سنة لكرة القدم ومنتخب اسكتلندا تحت 17 سنة لكرة القدم ومنتخب اسكتلندا تحت 19 سنة لكرة القدم ومنتخب اسكتلندا تحت 21 سنة لكرة القدم. أما مع النوادي، فقد لعب مع نادي رينجرز ونادي بارتيك ثيسل ونادي غرينوك مورتون ونادي ليفينغستون لكرة القدم.

## وصلات خارجية
- دارين كول على موقع قاعدة بيانات كرة القدم.إي يو (الإنجليزية)
- دارين كول على موقع Soccerbase.com (لاعب) (الإنجليزية)
- دارين كول على موقع Soccerway.com (الإنجليزية)
- دارين كول على موقع عالم كرة القدم.نت (الإنجليزية)